# La Belle Angèle
Ne doit pas être confondu avec Belle Angèle (voilier).
La Belle Angèle est un tableau réalisé par Paul Gauguin en 1889, à Pont-Aven. Angélique  Marie Satre (1868-1932), alias « la belle Angèle » était l'une des trois célèbres aubergistes de Pont-Aven, à côté de la Pension Gloanec de « la mère Gloanec » (1839-1915 ) et non loin de l'hôtel de « mademoiselle Julia » Guillou (1848-1927).
Son style graphique est emprunté au japonisme, très en vogue à l'époque à Paris, et en particulier à une Ukiyo-e de Hokusai.

## Source